# Црвена коверта
Црвена коверта или црвени пакет (кин: 紅包) је новчани поклон који се даје током празника или за посебне прилике као што су венчање, дипломирање или рођење бебе. Иако је црвена коверта проистекла из кинеске традиције, друге културе такође деле сличне традиционалне обичаје. Црвена коверта (некада и црвени пакет) се такође назива као „новац који штити од старости“ (壓歲錢) за кинеску Нову годину.
Ови обичаји су такође усвојени у деловима југоисточне Азије, као и у другим земљама које такође имају значајну етничку кинеску популацију. Средином 2010-их, дигитални еквивалент пракси појавио се у апликацијама за размену порука са системима мобилних новчаника локализованих за кинеску Нову годину.
Црвене коверте, познатије као Hong Bao (на мандаринском) или Lai See (на кантонском ), су поклони који се представљају на друштвеним и породичним окупљањима као што су венчања или празници као што је кинеска Нова година.
Црвена боја коверте симболизује срећу и симбол је за одбијање злих духова. Такође се поклања када је особа у посети као гест љубазности за посету. Црвене коверте се обично дају млађој генерацији која је обично још у школи или неудата.
Количина новца садржана у коверти обично се завршава парном цифром, у складу са кинеским веровањима; непарни новчани поклони се традиционално везују за сахране. Изузетак постоји за број девет, као изговор за девет (кин: 九). Ипак, у неким регионима такође постоји широко распрострањена традиција да новац не треба давати распоређен на четири новчанице, или да се број четири не појављује у износу, као на пример у 40, 400 и 444, пошто је изговор речи четири (四) сличан на реч смрт (死). Приликом давања новца, обично се дају нови оштри рачуни уместо старих прљавих новчаница. Уобичајено је видети дуге редове испред банака пре кинеске Нове године са људима који чекају да добију нове рачуне.
У Суџоу, деца су држала црвену коверту у спаваћој соби након што су примила. Веровали су да стављање црвене коверте испод кревета може заштитити децу. Радња како држе црвену коверту односи се на кинеско што значи 壓 yā. Оне ya sui qian неће се користити до краја кинеске Нове године. Добијали су и воће или колач током нове године.
Глумцима у Кини је такође уобичајено да се да црвени пакетић када треба да игра мртвог лика, или да позира за слику за читуљу или надгробни камен.
Овај вид плаћања се такође користе за плаћања извођачима традиционалних плесова, верницима, наставницима и лекарима.
Црвене коверте као облик подмићивања у кинеској филмској индустрији откривени су у хаку Сонија из 2014. године.

### Виртуелне црвене коверте
Савремена интерпретација праксе долази у виду виртуелних црвених коверти, имплементираних као део платформи за мобилно плаћање. Током празника Кинеске Нове године 2014. године, апликација за размену порука WeChat увела је могућност дистрибуције виртуелних црвених коверти новца контактима и групама преко WeChat Pay платформе. Лансирање је укључивало промоцију у етру током CCTV новогодишње гала гала – најгледанијег кинеског телевизијског специјала – где су гледаоци могли да освоје црвене коверте као награде.
Усвајање WeChat Pay -а је доживело велики пораст након лансирања, а две године касније, преко 32 милијарде виртуелних коверата послато је током празника Кинеске Нове године 2016. (што је десетоструко повећање у односу на 2015.). Популарност ове функције довела је до имитација од других компанија; појавио се „рат црвених коверта“ између власника WeChat, компаније Tencent, и ривала на тржишту, Alibaba Group, који је додао сличну функцију својој конкурентској услузи за размену порука и одржао сличне промоције. Аналитичари су проценили да ће преко 100 милијарди дигиталних црвених коверата бити послато током новогодишњих празника 2017. Студија истраживања показује да популаризација виртуелних црвених коверти потиче од њихове заразне карактеристике - корисници који примају црвене коверте осећају се обавезним да одговоре и сами пошаљу једну.

## Порекло
Неки извори кажу да историја црвених коверти датира још од времена династије Хан (202. п. н. е. – 220. године нове ере). Народ је креирао новчића за који су тврдили да терају зле духове, ya sheng qian, а на предњој страни су биле исписане афирмативне речи, као што је Да живиш дуг и успешан живот“. Веровало се да такав прави новац штити људе од болести и смрти.
У доба династије Танг, кинеска Нова година се сматрала почетком пролећа, а осим честитки, старешине су давали новац деци да отерају зле духове.
Након династија Сонг и Јуан, обичај давања новца на пролећном празнику је еволуирао у обичај да се деци даје новац за срећу. Старији би навлачили црвени конац навлачили новчиће.
У периоду власти династија Минг и Ћинг постојале су две врсте нова за који се мислило да доноси срећу. Један је био направљен од црвеног канапа и новчића, понекад постављен у подножје кревета у облику змаја. Други пример је била шарена торбица испуњена новчићима.
У династији Кинг, настао је термин yā suì qián (压岁钱). Књига Qīng Jiā Lù (清嘉录) је забележио да „старешине дају деци новчиће спојене црвеним концем, новац се зове Ya Sui Qian.
Од ере Републике Кине (1912–1949) ова врста дара је садржала 100 новчића умотаних у црвени папир, што значи „Живео сто година!“. Због недостатка рупа у савременим новчићима, употреба црвених коверата постала је све чешћа — јер се више није могло навући канап у новчиће. Касније су људи усвојили давање новчаница уместо кованица, у црвеним ковертама.
Након оснивања Народне Републике Кине 1949. године, настављен је обичај да старији дају новац млађој генерацији.

## Други обичаји
Друге сличне традиције постоје и у другим земљама Азије.

### Етнички Кинези
У Тајланду, Мјанмару (Бурми) и Камбоџи, кинеска дијаспора и имигранти су увели културу црвених коверата.

### Камбоџа
У Камбоџи се црвене коверте називају ang pav or tae ea.
На венчањима, понуђени износ је обично намењен за покривање трошкова присутних, као и за помоћ новопеченом пару.

### Вијетнам
У Вијетнаму, црвене коверте су традиционални део вијетнамске културе и обично се дају деци током вијетнамске Нове године . Обично их дају старији и одрасли, где млађе генерације размењују поздраве или понуде здравља и дуговечности. Типичан назив за срећан новац је ì xì (利市</link>) или, ређе, mừng tuổi.

### Јужна Кореја
У Јужној Кореји, новчане поклоне деци дају њихови рођаци током новогодишњег периода. Међутим, користе се торбице (bokjumeoni 복주머니 на корејском).

### Јапан
Новчани поклон otoshidama (お年玉) коју у новогодишњем периоду поклањају деци њихови рођаци. Беле или украшене коверте се користе уместо црвене боје, а назив оног ко прима дар се обично исписује на предњој страни. Слична пракса, shūgi-bukuro, примећује се за јапанска венчања, али коверта је пресавијена, а не запечаћена, и украшена сложеним луком, званим mizuhiki.

### Филипини
На Филипинима, кинески Филипинци размењују црвене коверте током Лунарне Нове године, што је лако препознатљив симбол. Црвена коверта је стекла шире прихватање међу не-кинеским Филипинцима, који су присвојили обичај за друге прилике као што су рођендани и давање новчаних дарова током Божића.

### Зелена коверта
Малајски муслимани у Малезији, Брунеју, Индонезији и Сингапуру усвојили су кинески обичај да деле новчане поклоне у ковертама као део прославе Рамазанског бајрама, али уместо црвених коверти, користе се најчешће зелене.

### Љубичаста коверта
Традицију ang pao такође је усвојила индијска хиндуистичка популација Сингапура и Малезије за Дивали. Познати су као Deepavali ang pow (у Малезији) или једноставно ang pow (у Сингапуру).